# Acrodon caespitosus
Acrodon caespitosus är en isörtsväxtart som beskrevs av H.E.K.Hartmann. Acrodon caespitosus ingår i släktet Acrodon och familjen isörtsväxter. Inga underarter finns listade i Catalogue of Life.